# Euro 4
Euro 4 è un insieme di standard sulle emissioni che si applica ai veicoli stradali nuovi venduti nell'UE a partire dal 2006. Questo normativa fa parte di una strategia volta a ridurre l'inquinamento atmosferico, che si basa su studi riguardanti la chimica ambientale dell'aria e gli inquinanti derivanti dal mobilità veicolare.
L'Euro 4 è stato sostituito dall'Euro 5 nel 2008, a sua volta sostituito dall'Euro 6 nel 2014.
Anche se nessuna tecnologia specifica è incaricata di soddisfare i requisiti, le riduzioni delle emissioni sono tipicamente ottenute attraverso l'utilizzo delle tecnologie di riduzione selettiva catalitica (SCR) o di ricircolo dei gas esausti (EGR).

## Limiti
| Mezzo/classe veicolo                                                                     | Motorizzazione         | CO            | HC                                             | NOx            | Particolato     | Unità di misura |
| ---------------------------------------------------------------------------------------- | ---------------------- | ------------- | ---------------------------------------------- | -------------- | --------------- | --------------- |
| Ciclomotore                                                                              | a 2 ruote              | 1             | 0,63                                           | 0,17           |                 | g/km            |
| Ciclomotore                                                                              | a 3 ruote              | 1,9           | 0,73                                           | 0,17           |                 | g/km            |
| Motociclo                                                                                | Vmax < 130 km/h        | 1,14          | 0,38                                           | 0,07           |                 | g/km            |
| Motociclo                                                                                | Vmax ≥ 130 km/h        | 1,14          | 0,17                                           | 0,09           |                 | g/km            |
| Motociclo                                                                                | Diesel o diesel ibrido | 1             | 0,1                                            | 0,3            | 0,08            | g/km            |
| Autoveicolo e Autocarri leggeri M                                                        | Benzina                | 1             | 0,1                                            | 0,08           |                 | g/km            |
| Autoveicolo e Autocarri leggeri M                                                        | Diesel                 | 0,5           | 0,3 (HC + NOx)                                 | 0,25           | 0,025           | g/km            |
| Autocarri leggeri N ≤ 1.250 kg Autocarri leggeri ≤ 1.700 kg Autocarri leggeri > 1.700 kg | Benzina                | 1 1,82 2,27   | 0,1 0,13 0,16                                  | 0,08 0,10 0,11 |                 | g/km            |
| Autocarri leggeri N ≤ 1.250 kg Autocarri leggeri ≤ 1.700 kg Autocarri leggeri > 1.700 kg | Diesel                 | 0,5 0,63 0,74 | 0,3 (HC + NOx) 0,39 (HC + NOx) 0,46 (HC + NOx) | 0,25 0,33 0,39 | 0,025 0,04 0,06 | g/km            |
| Autocarri pesanti                                                                        | qualsiasi              | 1,5           | 0,46                                           | 3,5            | 0,02            | g/kWh           |

## Normative di riferimento
Sono obbligatoriamente Euro 4 i veicoli immatricolati dopo il 1º gennaio 2006, qualora rispettino una delle seguenti norme (solo se la direttiva di riferimento riporta la lettera B):
- 98/69/CE B
- 98/77/CE rif. 98/69/CE B
- 1999/96 CE B
- 1999/102 CE B rif. 98/69/CE B
- 2001/1 CE
- 2001/100 CE B
- 2002/80 CE B
- 2003/76 CE B
- 2005/55/CE B1
- 2006/51/CE rif. 2005/55/CE B1
- 2006/96/CE-B

Con la legge 168/2013 tale normativa viene applicata ai motocicli a partire dal 1º gennaio 2014, mentre per i ciclomotori l'obbligo inizia il 1º gennaio 2017.